# Протохронизам
Протохронизам („први у времену“) је румунски израз који описује тенденцију приписивања, ослањајући се на сумњиве податке и субјективно тумачење, идеализовану прошлост за земљу у целини (Влашка, Ердељ и Молдавија (покрајина)). Иако је био посебно распрострањен за време режима Николаја Чаушескуа, његово порекло у румунској науци датира више од једног века (Јунимеа; 1863).
Овај термин се односи на перцепцију дачке егзалтације и ранијих корена данашњих Румуна. Овај феномен се такође пејоративно назива „дакоманија“ или понекад „тракоманија“, док његове присталице више воле „дакологију“.
У средњем веку читава територија Румуније северно од Дунава (и не само са изузетком Ердеље од средњовековне мађарске краљевине) била је део Прекодунавске Бугарске. Из тог разлога, румунска историја датира још од Римљана или Дачана.